# Антономазия
Антономазия (от старогръцки: ἀντονομασία – „преименуване“) е стилистична тропа, при която нарицателно име се заменя със собствено, което е широко известно за обозначаване на лица с определени качества или която се състои в описателно обозначаване на известно лице с представа за събитие, проява, предмет.
Например: Отело – вм. ревнивец, Ксантипа – лоша жена, Дон Жуан – женкар; „победителят при Аустерлиц“ или „битият при Ватерло“ – вм. Наполеон. През Късното Средновековие и Ренесанса често употребявана е думата „Философът“ за Аристотел.